# モーガン・クイットノー
モーガン・クイットノー（Morgan Quitno Press, Co.）は、アメリカ合衆国カンザス州ローレンス市に本社を置く調査会社。1989年創業。教育・医療・犯罪などの観点から、全米の州や都市のランキングを毎年発表・出版している。これらのランキングは全米および世界各国の施政者、政府機関、メディア、研究者の間で広く利用されている。
また、同社はこれらのランキングを基に、毎年各種調査の結果ベスト1に輝いた州や都市を同社プレスリリース上で表彰している。同社は2007年CQプレス社の傘下に入った。これにより、同年以降の「全米の安全/危険な都市」のランキングはCQプレス社より発行されることになった。

## 主な出版物
- State Rankings - 1990年に開始された、同社創業以来続いているランキング。農業・交通・医療・財政・犯罪・社会福祉など幅広い観点から各州を総合評価している。1位に輝いた州はMost Livable State（最も住みやすい州）として表彰される。
- Health Care State Rankings - 1993年開始。医療・健康部門に絞り、上記State Rankingsよりも細かい項目を設定した調査によって各州民の健康状態を評価している。1位の州はHealthiest State（最も健康な州）として表彰される。
- Crime State Rankings - 1994年開始。犯罪・保安部門に絞った調査項目を細かく設定し、各州の治安状態を評価している。ベスト1位の州はSafest State（最も安全な州）として表彰される一方で、ワースト1位の州にはMost Dangerous State（最も危険な州）という汚名がつく。
- City Crime Rankings - 1994年開始。上記Crime State Rankingsの都市版で、都市や都市圏の治安状態を評価している。同社の他のランキングが州を対象にしているのに対し、このランキングは都市を対象にしている。「全米の安全な都市」ベスト25、「全米の危険な都市」ワースト25の各ランキングはこのデータを参照し、さらに調査項目を絞った形で出している。州のランキング同様、ベスト1位の都市・都市圏はそれぞれSafest City（最も安全な都市）・Safest Metro（最も安全な都市圏）として表彰され、ワースト1位の都市・都市圏にはMost Dangerous City（最も危険な都市）・Most Dangerous Metro（最も危険な都市圏）というレッテルが貼られる。
- State Trends - 2004年に年刊化。各州民の生活環境を示すデータの推移を長期にわたって追っている。このデータに基づいて、Most Improved City（最も改善された州）が表彰される。

## 全米の安全（危険）な都市
同社のランキングのうち、最もよく知られているのが「全米の安全な都市」ベスト25、ワースト25の各ランキングである。このランキングの対象となっているのは
- 全米の人口75,000人以上の都市
- 全米の都市圏（人口の下限は設けない）

集計対象となっている犯罪は
- 殺人
- 強姦
- 強盗
- 傷害
- 夜盗
- 自動車窃盗

の6つである。算出方法は
1. 連邦捜査局（FBI）のデータに基づいて6犯罪それぞれについて発生率を算出
2. それが全米平均に対してどれだけ多い（少ない）かを算出（全米平均=0）
3. それらを平均して都市・都市圏の犯罪率とする
4. そうして算出された犯罪率を基に都市・都市圏をそれぞれランキングする

となっている。

### 注意点
- イリノイ州の都市に関しては、2005年現在、州警察の提出する強姦発生率のデータが連邦捜査局に準拠していないため、「全米の安全（危険）な都市」ランキングには含まれていない。ちなみに、強姦を除く5犯罪で犯罪率を算出すると、シカゴは2006年のワースト52位となる[3]。
- その他にも、いくつかの都市がデータ漏れなどの理由でランキングに含まれないことがある。
- ランキングの基準となる数値は前々年の連邦捜査局のデータに基づいて算出される。そのため、当該年の実態とランキングとに多少のタイムラグがある。

### 歴代ベスト1
- ハンティントンビーチ（カリフォルニア州） - オレンジ郡にあるビーチ沿いの郊外都市。
- アーバイン（カリフォルニア州） - ロサンゼルス郊外の大学都市。カリフォルニア大学アーバイン校の所在地。
- アマースト（ニューヨーク州） - バッファロー郊外。過去7度のベスト1に輝いている。
- ニュートン（マサチューセッツ州） - ボストン郊外の高級住宅地。
- ブリック・タウンシップ（ニュージャージー州）
- ミッションビエホ（カリフォルニア州） - 2007年版ベスト1。オレンジ郡南部に立地する。ロサンゼルスの郊外都市。
- ラマポ (ニューヨーク州) - 2008年版ベスト1。ニューヨーク北西郊のロックランド郡に位置する。
- コロニー（ニューヨーク州） - 2009年版・2010年版ベスト1。オールバニ北郊に位置する。
- フィッシャーズ (インディアナ州) - 2011-15年版まで5年連続ベスト1。2017年版・2018年版ベスト1。インディアナポリスの北東郊に位置する。
- カーメル (インディアナ州) - 2016年版ベスト1。インディアナポリス北郊に位置する。
- ジョンズクリーク（ジョージア州） - 2019年版ベスト1。アトランタの北郊に位置する。
- ロチェスターヒルズ (ミシガン州) - 2021年版ベスト1。デトロイトの北郊に位置する。

### 歴代ワースト1
- アトランタ（ジョージア州）
- ニューアーク (ニュージャージー州)
- ゲーリー (インディアナ州)
- デトロイト （ミシガン州） - 2016年版のワースト1を含め、過去7度のワースト1。
- セントルイス （ミズーリ州） - 2000-07年版まで8年連続ワースト3。2002年版・2006年版・2010年版・2017-21年版5年連続ワースト1。
- カムデン (ニュージャージー州) - 2004年・2005年と2年連続ワースト1、2009年版・2012年版・2013年版・2014年版ワースト1。フィラデルフィアの対岸に位置する。
- ニューオーリンズ （ルイジアナ州） - 2008年版のワースト1。ただし、ハリケーン・カトリーナの影響で犯罪率算出の分母となる人口がほぼ半減したことに注意する必要がある[4]。
- フリント (ミシガン州) - 2011年版ワースト1。
- リトルロック大都市圏パインブラフ (アーカンソー州) - 1998年から2003年まで6年連続ワースト1(但し2002年はパインブラフ都市圏のデーターが未提出)。

### 全米の危険な都市ワースト10
以下はモーガン・クイットノーの「全米の危険な都市」ランキング、2021年版でワースト10に入った都市である。
1. セントルイス （ミズーリ州）
2. ボルチモア（メリーランド州）
3. デトロイト （ミシガン州）
4. メンフィス (テネシー州)
5. クリーブランド (オハイオ州)
6. オークランド (カリフォルニア州)
7. ニューオーリンズ（ルイジアナ州）
8. サンバーナーディーノ (カリフォルニア州)
9. スプリングフィールド (ミズーリ州)
10. デイトン (オハイオ州)

## 日本での反響
日本においては、1996年に同社の「全米の危険な都市」ランキング（1995年版）が新聞各社で報じられ、五輪を控えたアトランタがワースト1であったことや、1992年に日本人留学生射殺事件が起こったバトンルージュが上位に入っていたことで話題になった。一方、ニューヨークやロサンゼルスなど、日本ではそれまで「危険」とされてきた同国の大都市の多くにおいて、実際には犯罪率がそれほど高いわけではないということがデータによって証明された。

## 註
1. ↑  Morgan Quitno Press Acquired by CQ Press. Morgan Quitno Press. Lawrence, Kansas. 2007年.
2. ↑  CQ PRESS ACQUIRES MORGAN QUITNO PRESS. CQ Press. Washington, D.C. 2007年6月21日. （PDFファイル）
3. 1 2  Methodology. Morgan Quitno Press.
4. ↑  An Important Note about New Orleans. CQ Press.
5. ↑  Crime Rate Rankings (City). CQ Press, SAGE Publications. 2021年. 2021年7月18日閲覧.
6. ↑  The Second Safest/Most Dangerous City Listing. Morgan Quitno Press. 1995年.